# Громадська думка (фільм, 1916)
«Громадська думка» (англ. Public Opinion) — американська драма режисера Френка Рейхера 1916 року.

## У ролях
- Бланш Світ — Гізел Грей
- Ерл Фокс — доктор Генрі Морган
- Едіт Чепман — місіс Карсон Морган
- Том Форман — Філіп Карсон
- Елліотт Декстер — Гордон Грем
- Реймонд Гаттон — Сміт
- Р. Генрі Грей